# مهدي بن ميمون
أبو يحيى مهدي بن ميمون الكردي الأزدي المعولي البصري مولى يزيد بن المهلب. إمام حافظ ثقة، أحد الأثبات المعمرين، وأحد رواة الحديث النبوي.

## رواية الحديث
- حدث عن: أبي رجاء العطاردي، ومحمد بن سيرين، والحسن البصري، وغيلان بن جرير، وأبي الوازع جابر بن عمرو الراسبي، وواصل الأحدب، وواصل مولى أبي عيينة، ومطر الوراق وخلق غيرهم. قرأ القرآن على شعيب بن الحبحاب وعرض عليه الختمة يعقوب الحضرمي، وهو من كبار مشيخته في القراءات.
- حدث عنه: يحيى القطان، وعبد الرحمن بن مهدي، وعارم، وأبو الوليد، ومسدد بن مسرهد، وموسى بن إسماعيل، وهدبة، وعبد الله بن محمد بن أسماء، وعبد الله بن معاوية الجمحي، وآخرون غيرهم. كما وحدث عنه من رفقائه عدد من المحدثين منهم: هشام بن حسان.[1][3]

## وفاته
قال ابن سعد: كان كرديا مات في سنة 172 هـ.